# Kay Voser
Kay Voser (Baden, 4 gennaio 1987) è un ex calciatore svizzero, di ruolo difensore.

## Carriera
Dopo aver trascorso tre stagioni tra le file del Basilea, vincendo tre campionati svizzeri ed una coppa nazionale, si trasferisce al club inglese del Fulham, con il quale firma un contratto di due anni.

## Palmarès

### Club

#### Competizioni nazionali
- Campionato svizzero: 3

Basilea: 2011-2012, 2012-2013, 2013-2014
- Coppa Svizzera: 1

Basilea: 2011-2012
- Challenge League: 1

Zurigo: 2016-2017